# Сонтонна-ла-Монтань
Сонтонна́-ла-Монта́нь (фр. Sonthonnax-la-Montagne) — коммуна во Франции, находится в регионе Рона — Альпы. Департамент — Эн. Входит в состав кантона Изернор. Округ коммуны — Нантюа.
Код INSEE коммуны — 01410.

## География
Коммуна расположена приблизительно в 380 км к юго-востоку от Парижа, в 75 км северо-восточнее Лиона, в 23 км к востоку от Бурк-ан-Бреса.
По территории коммуны протекают две небольшие реки: Майу (фр. Mailloux), приток реки Эн, и Небуа (фр. Nébois), приток реки Уаньен.

## Климат
Климат полуконтинентальный с холодной зимой и тёплым летом. Дожди бывают нечасто, в основном летом.

## Население
Население коммуны на 2010 год составляло 320 человек.
| 1962 | 1968 | 1975 | 1982 | 1990 | 1999 | 2010 |
| ---- | ---- | ---- | ---- | ---- | ---- | ---- |
| 157  | 166  | 153  | 194  | 242  | 303  | 320  |

## Экономика
В 2010 году среди 216 человек трудоспособного возраста (15—64 лет) 169 были экономически активными, 47 — неактивными (показатель активности — 78,2 %, в 1999 году было 77,2 %). Из 169 активных жителей работали 159 человек (90 мужчин и 69 женщин), безработных было 10 (7 мужчин и 3 женщины). Среди 47 неактивных 15 человек были учениками или студентами, 16 — пенсионерами, 16 были неактивными по другим причинам.

## Фотогалерея

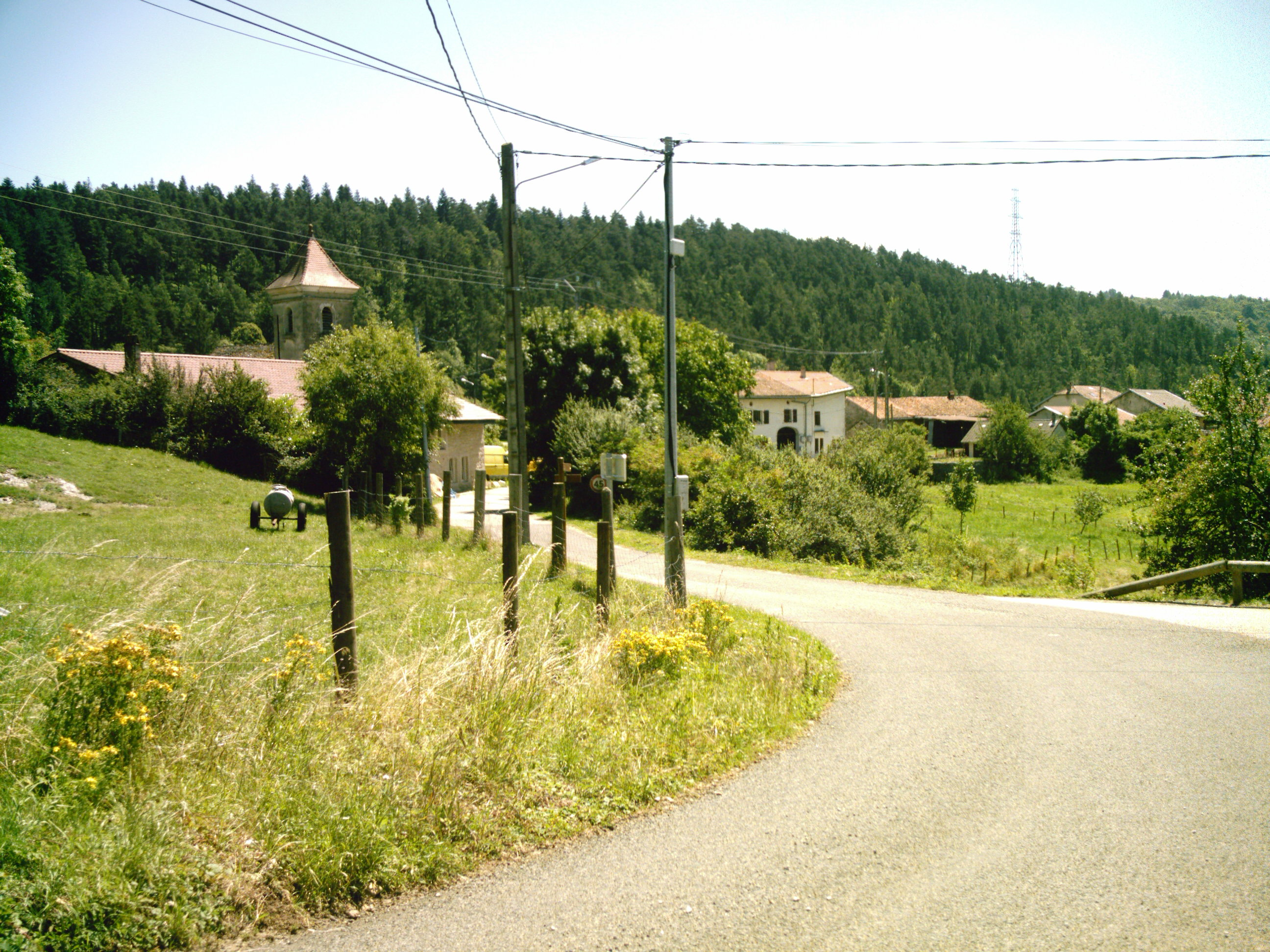
Деревня Нап
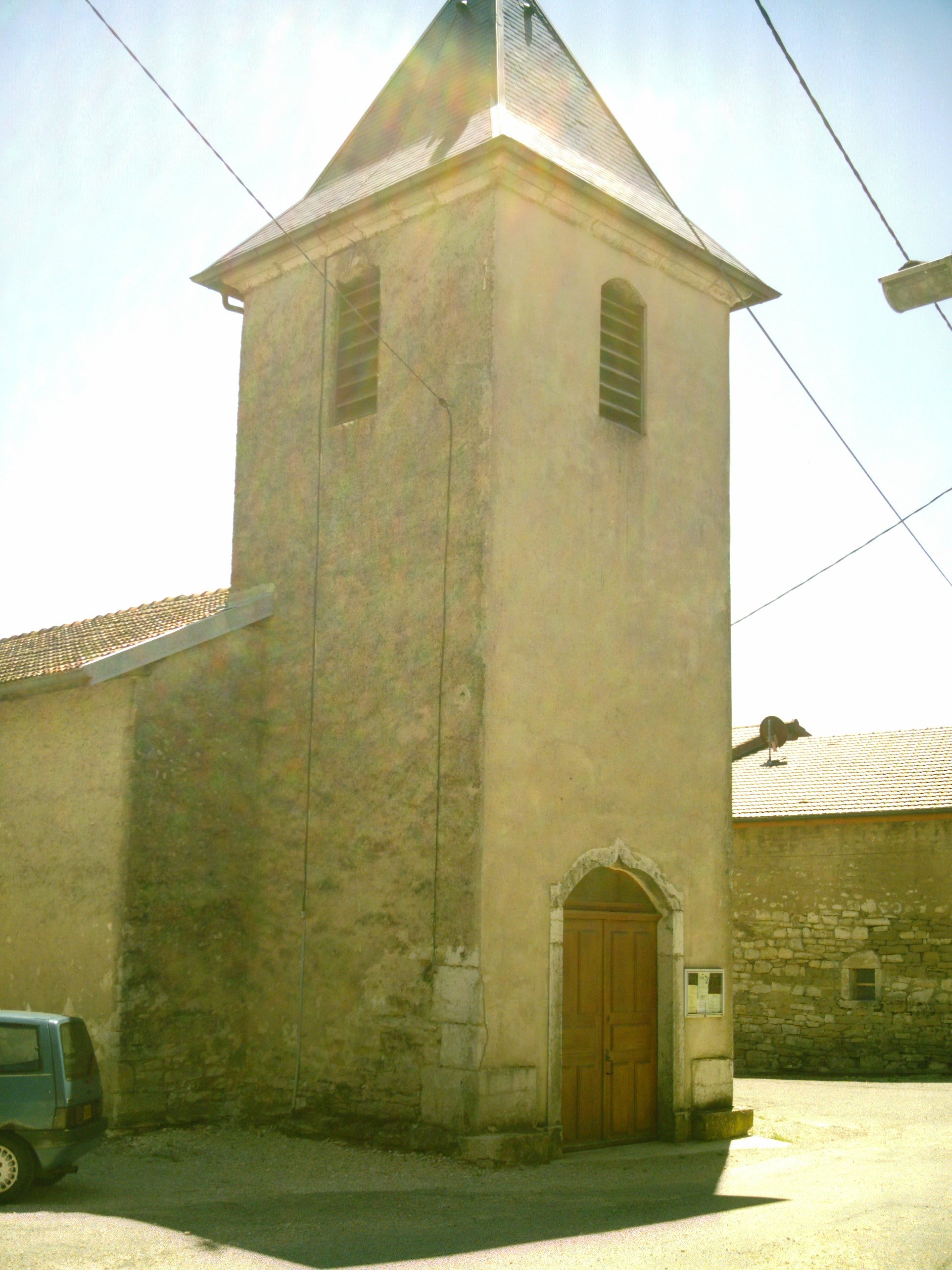
Церковь
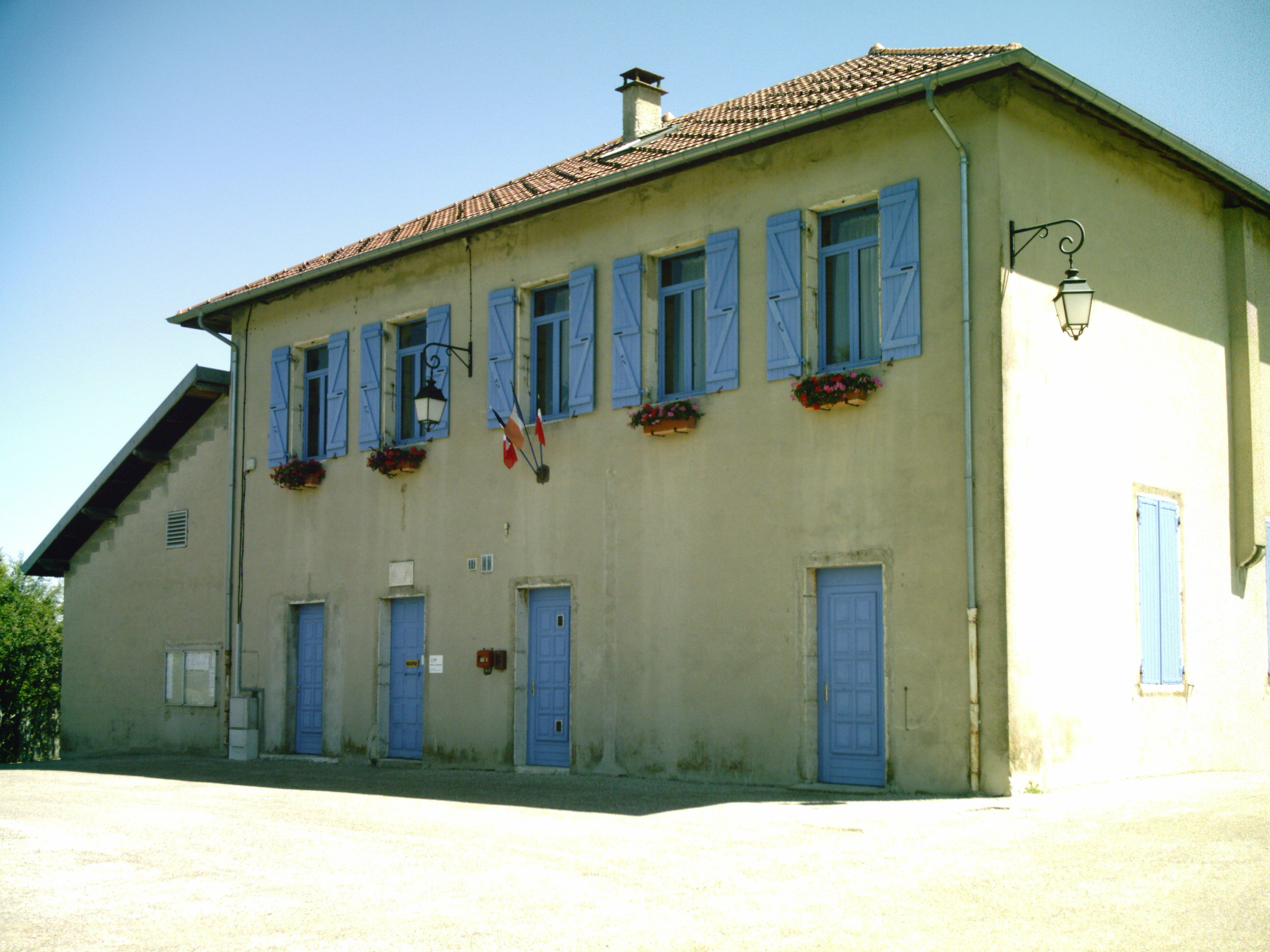
Мэрия
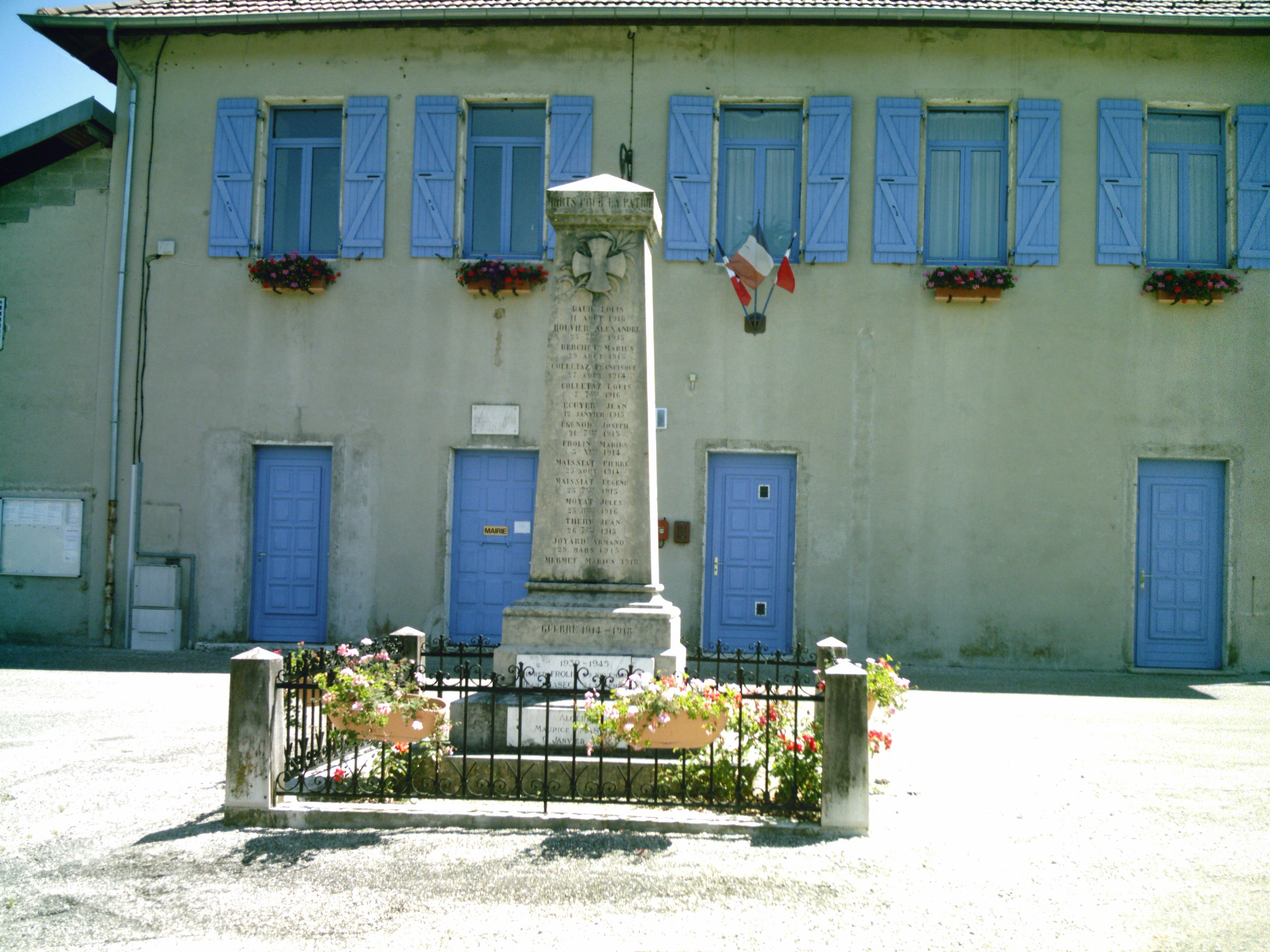
Военный мемориал